# Associação Internacional do Congo
A Associação Internacional do Congo (Francês:Association Internationale du Congo) foi uma associação fundada a 17 de Novembro de 1879 por Leopoldo II da Bélgica para aprofundar os seus interesses no Congo. Substituiu o Comité para estudos do Alto-Congo (Comité d'études du Haut-Congo), parte da Associação Internacional Africana (Association Internationale Africaine) criada para a exploração do Congo . Os objectivos da Associação Internacional do Congo eram controlar a bacia do Congo e explorar os seus recursos económicos. A Conferência de Berlim reconheceu a associação como soberana dos territórios que controlava. Em 1885 as suas instalações foram adquiridas pelo Estado Livre do Congo.